# Nacho Ordín
Ignacio Ordín Barrabes, es un exjugador de baloncesto español, que ocupaba la posición de base. (Monzón, Huesca, España, 4 de enero de 1978). 
Con 70 tiros libres anotados de forma consecutiva, posee el récord en ACB junto con Ryan Toolson.
En la temporada 2001-02 tuvo unos porcentajes de  
98,15 % en tiros libres, (53 de 54) estableciendo el récord en ACB, que luego batirían Blake Ahearn (2009) Jimmy Baron (2011) y Ryan Toolson (2019).

## Trayectoria deportiva
- Cantera de CB Monzón.
- Categorías inferiores del CB León.
- 1997-01. ACB y LEB. CB León.
- 2001-06. ACB y LEB. CB Granada.
- 2006-07. ACB. Bruesa GBC.
- 2007-10. LEB Oro Breogán Lugo.
- 2010-12. LEB Oro Girona FC.[3]
- 2012. ACB. Lucentum Alicante.[4]
- 2012-13. Pro B ÉB Pau-Orthez

## Palmarés
- 2005. Subcampeón de la Supercopa con el CB Granada.